# Stor-Långtjärnen (Burträsks socken, Västerbotten)
Stor-Långtjärnen är en sjö i Skellefteå kommun i Västerbotten och ingår i Rickleåns huvudavrinningsområde. Sjön har en area på 0,2 kvadratkilometer och ligger 247,5 meter över havet. Sjön avvattnas av vattendraget Gammbodbäcken.

## Delavrinningsområde
Stor-Långtjärnen ingår i det delavrinningsområde (717846-170466) som SMHI kallar för Mynnar i Yttre Åträsket. Medelhöjden är 261 meter över havet och ytan är 8,82 kvadratkilometer. Räknas de 2 avrinningsområdena uppströms in blir den ackumulerade arean 16,57 kvadratkilometer. Gammbodbäcken som avvattnar avrinningsområdet har biflödesordning 2, vilket innebär att vattnet flödar genom totalt 2 vattendrag innan det når havet efter 93 kilometer. Avrinningsområdet består mestadels av skog (53 procent) och sankmarker (38 procent). Avrinningsområdet har 0,2 kvadratkilometer vattenytor vilket ger det en sjöprocent på 2,3 procent.